# Kostel svatého Jana a Pavla (Mistrovice)
Kostel svatého Jana a Pavla je jednolodní kostel, který se nachází na okraji obce Mistrovice. Kostel byl postaven v roce 1876. Je památkově chráněn od 14. září 1998. Bohoslužby zde probíhají v sudý týden v sobotu od 18:00 a v lichém týdnu v neděli od 8:45. Kostel patří pod farnost v Letohradě.